# نهر ستروما
نهر ستروما (بالبلغارية: Струма)‏ هو نهر يَقع في بلغاريا واليونان. ومَعنى إسمُه الماء الأسود، وكان يُسمى سابقاً سترايمون. وتَبلُغ مساحة المستجمع المائي 10,800 كم². يَنبُع النهر من جبل فيتوشا في غرب بلغاريا، ثم يتجه غرباً ثم يَلتْف نَحو الجنوب بإتجاه اليونان، ويدخل الأراضي اليونانية من قرية كولا. يكون النهر في اليونان ممر مائي رئيسي، ويَتجه نحو بحيرة كيركيني وهي مركز رئيسي للطيور البريّة المُهاجرة. وأخيراً يَصُب في بحر إيجة بالقُرب من مدينة أمفيبوليس في مقاطعة سيرس.
طول النهر يَبلُغ 415 كم (منها 290 كم في بلغاريا، و125 كم في اليونان). وهو خامس أطول نهر في بلغاريا.

## مَعرض الصور

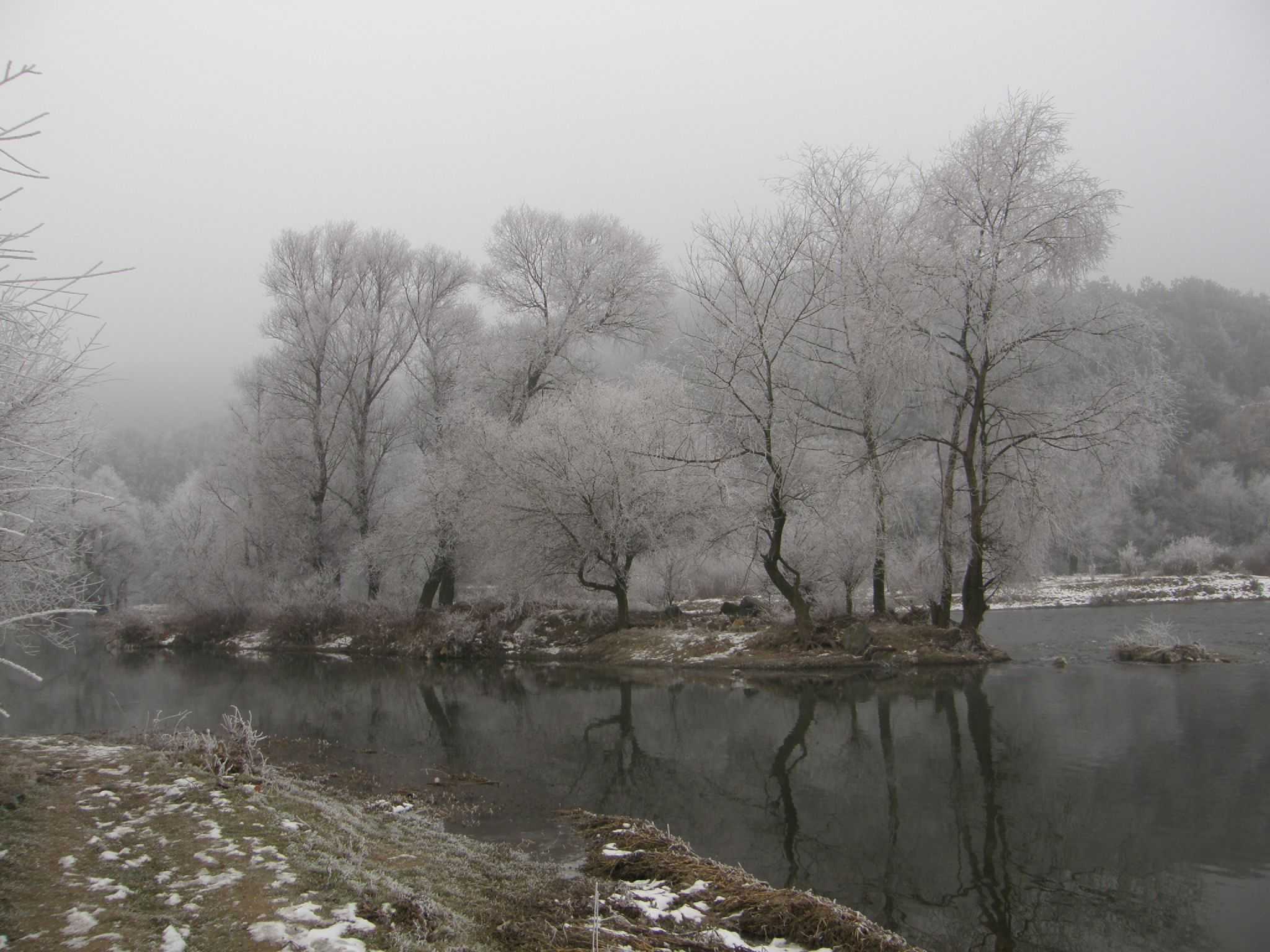
نهر ستروما شتاءً في مدينة بلاغويفغراد.
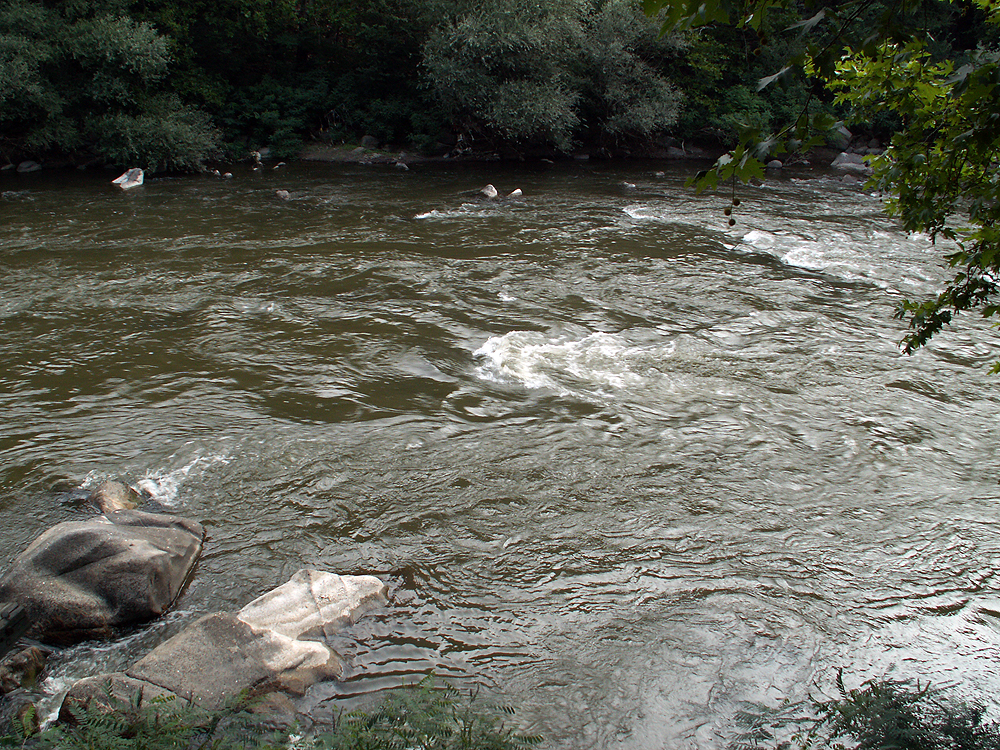
خانق كريزنا.
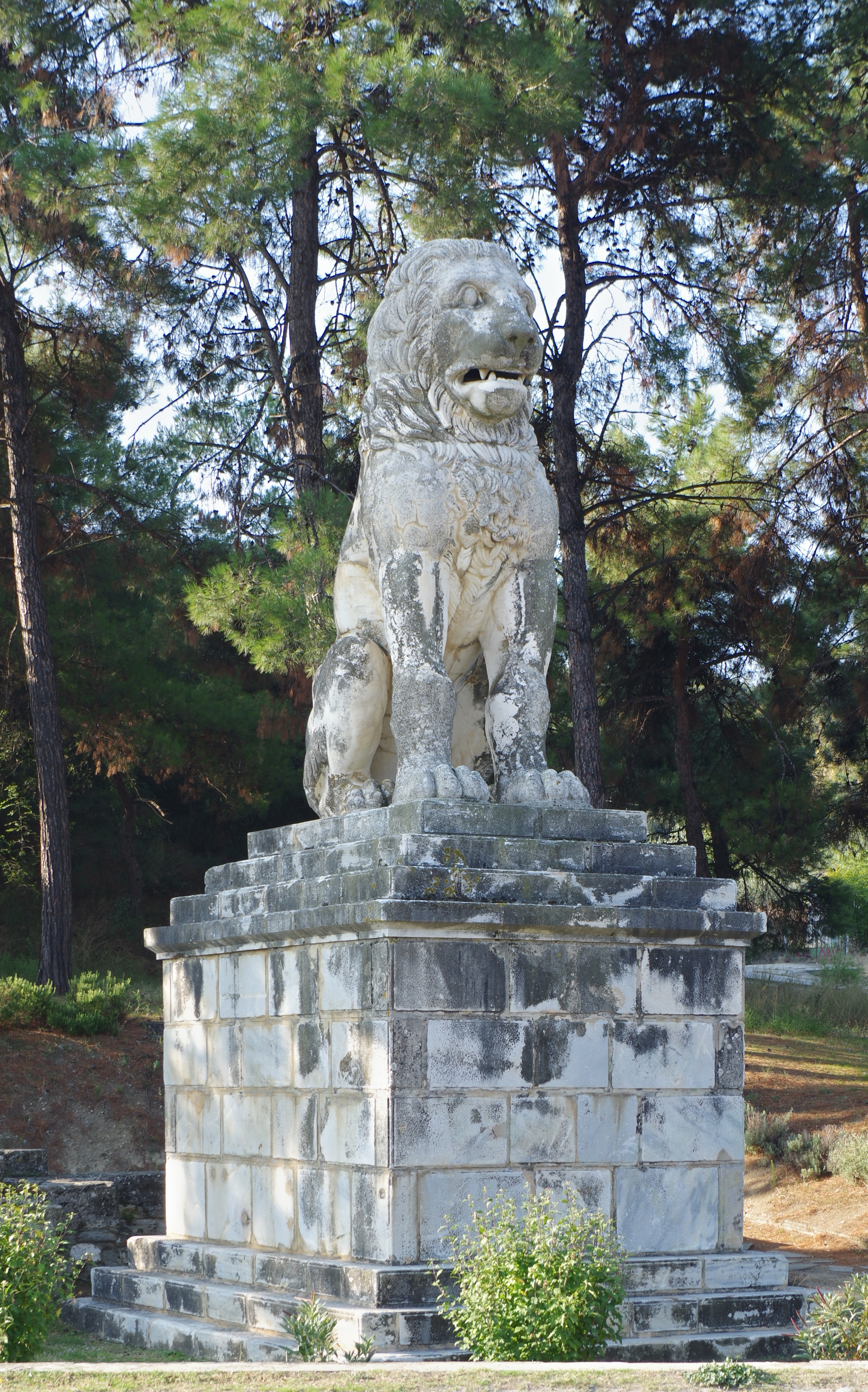
أسد على طريق إجناتيا في مدينة أمفيبوليس.
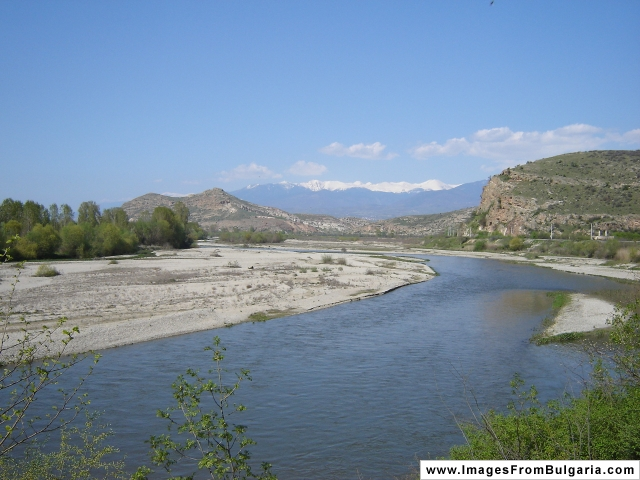
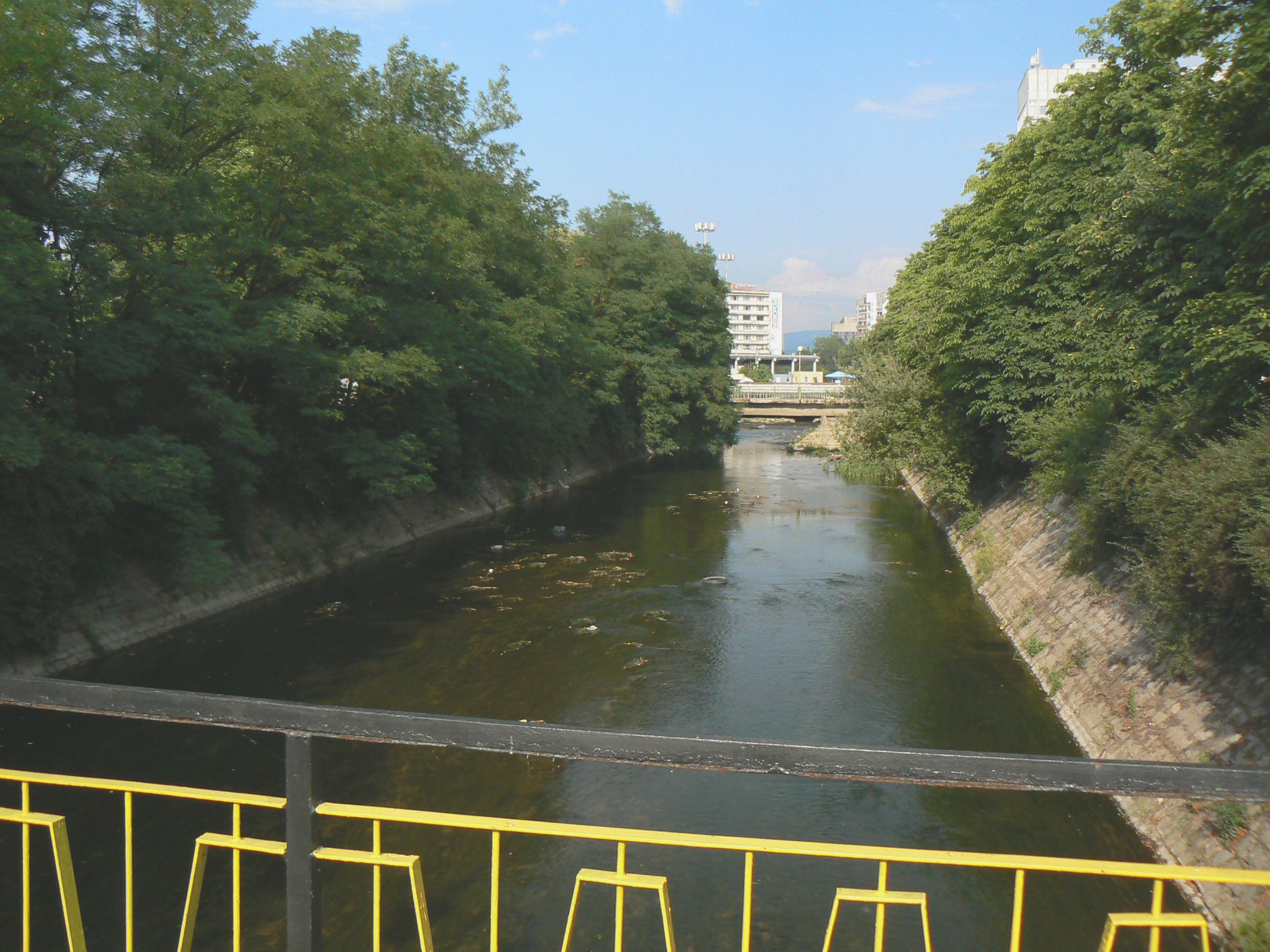
نهر ستروما بمدينة برنيك.
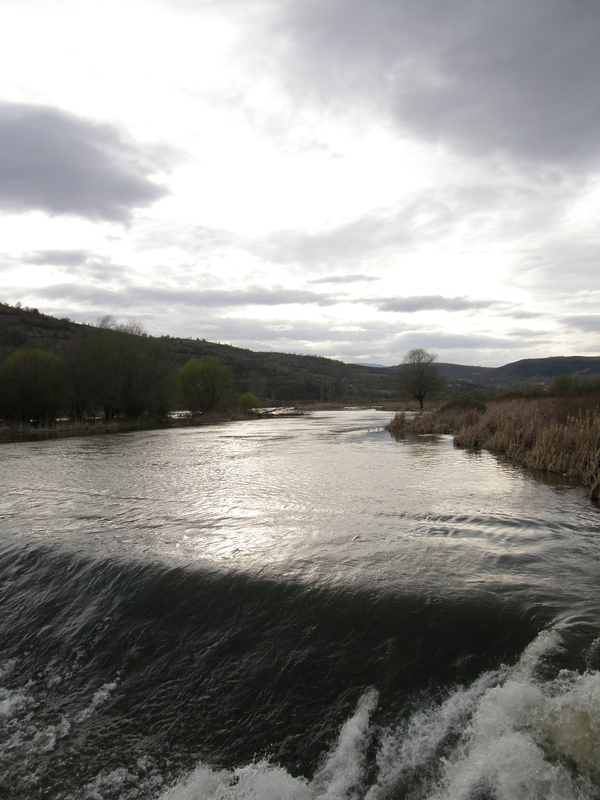
أحد روافد النهر في اليونان.

## إنظر أيضاً
- جغرافيا بلغاريا.